# David Gemmell
Pour les articles homonymes, voir Gemmell.
Œuvres principales
- Le Cycle de Drenaï
- Histoires des Sipstrassi
- Le Cycle Rigante
- Cycle Troie

David Gemmell, né le 1er août 1948 à Londres et mort le 28 juillet 2006 à Hastings, est un écrivain britannique d’Heroic fantasy connu pour son premier roman : Legend. Ancien journaliste et rédacteur en chef d’un journal, Gemmell a publié sa première œuvre de fiction en 1984. Il écrit plus de trente romans au cours de sa carrière d'auteur. Les œuvres de Gemmell explorent la violence, mais traitent également les thèmes de l’honneur, de la loyauté et de la rédemption. Il y a toujours un thème héroïque fort. Ses héros sont souvent imparfaits d’une manière ou d’une autre.
Les Prix David-Gemmell (David Gemmell Awards for Fantasy) ont été décernés de 2009 à 2018, avec l’objectif déclaré de « redonner à la fantasy sa juste place dans le panthéon littéraire ». Un groupe de pilotage de 18 auteurs a été présidé par l’écrivain Stan Nicholls et le prix a été décidé par un vote du public.

## Biographie
| « Certains des autres enfants n’avaient pas de père, mais leur absence était honorable. [Leur] Papa est mort à la guerre, vous savez. C’était un héros. Le manque de ce garçon a fait l’objet de chuchotements sournois de la part des adultes et de moquerie ouverte de la part de ses pairs. La mère de ce garçon était – le garçon l’a entendu tant de fois – une pute... le mot était moins blessant que les coups qui allaient suivre. La plupart des coups venaient d’autres enfants, mais parfois les adultes aussi pesaient. » |
| — David Gemmell sur son enfance |

David Gemmell est né en 1948 dans l’ouest de Londres. Élevé seul par sa mère jusqu’à l’âge de 6 ans, il a connu une éducation difficile dans une zone urbaine difficile, subissant des brimades et des railleries de la part de ses pairs, en partie à cause de l’absence de son père et a souvent subi de graves blessures lors de combats. Préférant lire des livres au combat, il a été contraint de se mettre à la boxe par son beau-père, qui a insisté pour qu’il apprenne à se défendre sans « se cacher derrière les murs ou s’enfuir »; cette philosophie a inspiré une grande partie des écrits ultérieurs de Gemmell. Enfant, il a dit qu’il « aurait donné n’importe quoi » pour se tenir aux côtés du roi Harold II à la bataille de Hastings. Adolescent, il voulait se tenir aux côtés du marshal Will Kane dans le film Le train sifflera trois fois.
À l'âge de seize ans, il est renvoyé de l'école pour avoir organisé un groupe de jeu clandestin, et dans sa jeunesse a été arrêté plusieurs fois. Il a affirmé que le rapport d’un psychologue à l’époque l’avait qualifié de psychopathe.
Gemmell a ensuite travaillé comme ouvrier, compagnon de chauffeur de camion et videur dans une boîte de nuit de Soho, avant que sa mère ne mette en place un entretien d’embauche avec un journal local. Sur 100 candidats, il était probablement le moins qualifié pour le poste, mais il a été embauché en raison de son arrogance pendant l’entrevue, qui a été confondue avec la confiance en soi. Il a ensuite travaillé comme journaliste pour plusieurs journaux locaux dans le Sussex de l'Est,pour cinq d’entre lesquels il est finalement devenu rédacteur en chef. Il travaille aussi en tant que journaliste indépendant pour les journaux londoniens Daily Mail, Daily Mirror, et le Daily Express.
Issu d’une famille socialiste convaincue, Gemmell a porté des banderoles et a fait campagne pour l’éventuel Premier ministre travailliste Harold Wilson dans les années 1960, bien qu’il ait néanmoins admis un alignement à contrecœur avec les politiques thatchéristes sur les questions de politique étrangère, en particulier le conflit des Malouines ainsi qu'avec les vues reaganistes sur les relations Est-Ouest.
Il publie son premier roman, Légende en 1984, toujours publié aujourd'hui, remportant au passage le prix Tour Eiffel en 2002. En 1986, il devient écrivain à plein temps et a publié en 2006 son dernier roman Le Bouclier du Tonnerre (le Cycle Troie a été achevé par sa deuxième épouse Stella avec le livre La Chute des rois, sortie le 20 mars 2009 en France). Il est surtout connu pour Le Cycle de Drenaï et Le Lion de Macédoine.
Il a été retrouvé mort à son bureau par sa femme Stella, le 28 juillet 2006 au matin, à la suite de complications postopératoires, deux semaines après un quadruple pontage coronarien.

## Carrière d’écrivain
Gemmell a d’abord tenté d’écrire un roman dans les années 1970, mais ''The Man from Miami'' n’a pas réussi à trouver un éditeur. Il a admis plus tard que le livre « était si mauvais qu’il pouvait cailler le lait à 50 pas ». En 1976, après avoir reçu un diagnostic de cancer qu’il croyait en phase terminale, il a écrit ''Le Siège de Dros Delnoch'' afin de se débarrasser de sa maladie et de réaliser son ambition de faire publier un roman avant sa mort. Écrit en deux semaines, le roman raconte un siège qui a résisté contre vents et marées, servant à l’époque de métaphore à sa maladie ; la forteresse au centre du conte était Gemmell, les envahisseurs étaient son cancer. Laissant la fin du roman ouverte, il prévoyait de laisser la forteresse se tenir debout ou tomber en fonction de son propre pronostic. Lorsque Gemmell apprit plus tard qu’il avait subi un diagnostic erroné, il mit de côté ''Le Siège de Dros Delnoch'' jusqu’en 1980, lorsqu’un ami lira le manuscrit et convainquit Gemmell d’affiner le roman afin de faire une dernière tentative de publication. Il a été accepté en 1982 et publié en 1984 sous le nouveau titre, ''Legend,'' qui a obtenu un succès commercial considérable. Gemmell a déclaré que bien qu’il ait eu « tous les défauts que vous attendez d’un premier roman », l’écriture de ''Legend'' a été « un moment d’or » dans sa vie, le citant comme le favori de tous ses romans. Il a dit que même s’il pouvait « mieux l’écrire » après être devenu un auteur établi, « [son cœur] ne serait pas amélioré en améliorant son style ». La carrière journalistique de Gemmell a chevauché sa carrière d’écrivain de romans jusqu’à la publication de son troisième roman ''Waylander'' en 1986, quand il a été licencié après avoir utilisé les noms de collègues pour les personnages du livre. Gemmell a déclaré plus tard que son directeur général avait considéré cela comme « une attaque toxique contre son intégrité ».
Après la publication de Waylander, Gemmell est devenu un auteur à temps plein, écrivant plus de trente romans au total, certains dans le cadre de longues séries, d’autres en tant qu’œuvres autonomes. La plupart de ses romans étaient dans le genre de l’heroic fantasy; White Knight, Black Swan était un thriller policier, apparaissant sous le pseudonyme de Ross Harding, et était le seul roman de Gemmell à ne pas devenir un best-seller. Deux des romans de Gemmell ont également été adaptés au format roman graphique. Les livres de Gemmell se sont vendus à plus d’un million d’exemplaires.

## Vie privée
Gemmell s’est marié deux fois :
- son premier mariage avec Valérie donne naissance à deux enfants ;
- il rencontre ensuite sa deuxième femme, Stella[9]. Le couple s’établit à Hastings, sur la côte sud-est de l’Angleterre[10].

## Décès, publication posthume et héritage
| Gemmell aimant se coucher tard, sa femme préférant un lever anticipé, le 28 juillet 2006, elle eut la surprise en se réveillant de découvrir le lit vide. « Je me suis dit : 'Oh bon, il doit travailler', et je suis allé lui porter une tasse de thé dans son bureau. » Le trouvant affalé sur son bureau, elle raconte : « j'espérais qu’il dormait mais je savais qu’en réalité, il était mort ». |
| — La femme de Gemmell se souvient de sa mort |

À la mi-2006, Gemmell était en voyage en Alaska quand il est devenu mal à l’aise. Il est immédiatement retourné au Royaume-Uni, où il a subi un quadruple pontage cardiaque dans un hôpital privé de Londres. En deux jours, il a pu faire de l’exercice physique et est rentré chez lui pour reprendre le travail sur son dernier roman. Le matin du 28 juillet 2006, quatre jours avant son 58e anniversaire, Gemmell a été découvert par sa femme, affalé sur son ordinateur, décédé d’une maladie coronarienne.
Jusqu’à sa mort, Gemmell était également mécène du Hastings Writers' Group,à la suite de Catherine Cookson, membre fondatrice. En tant que mécène, il a été le juge principal du concours littéraire national organisé par le groupe, le Legend Writing Award, qui a été nommé d’après son roman révolutionnaire. En 2008, le David Gemmell Legend Award a été créé, destiné à « redonner à la fantaisie sa juste place dans le panthéon littéraire » ; un groupe de pilotage de 18 auteurs est présidé par l’écrivain Stan Nicholls,et le prix est décidé par un vote du public. Lors de la cérémonie inaugurale en juin 2009, le premier récipiendaire a été l’écrivain polonais Andrzej Sapkowski, pour son roman Le Sang des Elfes. Le plus jeune auteur à être nommé pour ce prix était Liam Gillen, 17 ans.
L’historien militaire Ross Cowan a dédié à Gemmell For the Glory of Rome: A History of Warriors and Warfare (2007) : « Ce livre est dédié à la mémoire de David Gemmell. Il a écrit sur les guerriers et les héros, dont beaucoup d’anciens Grecs et Romains. Son roman Ghost King m’a fait connaître la légende de la Neuvième Légion et a éveillé mon intérêt pour l’armée romaine. » ,

## Influences et thèmes
| « L’Alamo a eu un grand effet sur moi quand j’ai lu pour la première fois à ce sujet. Malheureusement, je connais maintenant la vérité sur l’Alamo… L’Alamo est une suite parfaite de bourde sur bourde. Personne là-bas ne s’attendait à mourir. Je ne dis pas que ce n’étaient pas des hommes très courageux. Mais le tout a été mal géré jusqu’à l’ineptie… Je n’aime pas croire cela, mais c’est la réalité de la vie, alors peut-être que je n’aurais pas dû étudier l’Alamo. Légende est l’esprit Alamo — ou ce qu'aurait dû être cet esprit. » |
| — David Gemmell sur l’influence du siège de Fort Alamo |

Ayant à l’origine l’intention d’être un romancier historique, Gemmell était intrigué par des événements qui se sont mal terminés pour les protagonistes. Citant la bataille de l’Alamo et le destin macabre de William Wallace comme influences, il a déclaré que s’il avait écrit sur le révolutionnaire écossais du XIIIe siècle, il aurait trouvé un moyen par lequel Wallace a finalement été victorieux malgré les obstacles, puis a finalement réalisé que ce type de narration serait plus acceptable dans un cadre fantastique.
Le travail de Gemmell traite généralement des thèmes de l’honneur et de la loyauté, de l’avancement de l’âge, des causes perdues et de la possibilité de rédemption même pour les plus corrompus (il s’intéressait à la « vraie nature » des héros, considérant que la plupart ne l’étaient pas). La présence constante de la rédemption dans l’œuvre de Gemmell reflète ses croyances chrétiennes. Il a affirmé que tous ses romans ont une base religieuse, les qualifiant de « livres essentiellement chrétiens » et disant que le christianisme l’empêchait de « promouvoir la cause du mal » en écrivant « une sauvagerie insensée » dans la veine des westerns Edge de George G. Gilman. Souvent didactique, son travail met généralement en scène un guerrier charismatique torturé par la perte et le doute de soi, qui se regroupe avec un groupe de compagnons improbables afin de vaincre un ennemi sombre, généralement aidé par des forces mystiques. Alors que tous ses romans sont violents, les succès sont souvent à la Pyrrhus et les méchants complexes.
Gemmell attribue à son temps en tant que journaliste le mérite de lui avoir fourni son style rapide et succinct, bien que les critiques[Qui ?] aient qualifié son travail de «macho» et citent souvent son vocabulaire limité[réf. nécessaire] et la nature répétitive de ses histoires. Les événements violents fournissent généralement le seul élan pour le développement de l’intrigue et sont résolus par la violence physique ou héroïque.
Gemmell, connu pour sa forte caractérisation, a attribué cela à sa tendance à puiser dans la vie réelle; ayant connu des hommes violents, il les comprenait et aimait les écrire. Gemmell a basé le héros de son roman Legend sur son beau-père Bill Woodford, appelant des hommes comme lui « ... les havres, les havres de sécurité de l’enfance. Ce sont les chiens de garde qui tiennent les loups à distance. » Bill est réapparu dans de nombreux romans ultérieurs de Gemmell, sous de nombreuses formes différentes. Lorsque Bill est mort pendant l’écriture de Ravenheart, en hommage, Gemmell a retravaillé le roman pour donner au personnage de « Bill » le centre de la scène. Gemmell a également été cité comme disant qu’une influence majeure a été les films occidentaux classiques, ce qui est mis en évidence à la fin de Stormrider, la suite de Ravenheart, lorsque certains de ses personnages entrent dans un monde mystique semblable au monde spirituel amérindien (Première Nation). Des références aux films de John Wayne se retrouvent également tout au long des deux premiers livres de la série Rigante, Sword in the Storm et encore plus dans Midnight Falcon, où son personnage principal Bane, est pugiliste.

## Œuvres

### Romans de fantasy

#### CycleDrenaï(Drenai Tales)
Onze romans que l'on peut lire séparément mais se déroulant tous dans le même univers (dans l'ordre de parution)
1. Légende ((en) Legend, 1984)Roman publié initialement aux États-Unis sous le titre Against the Horde
2. Le Roi sur le seuil ((en) The King Beyond the Gate, 1985)
3. Waylander ((en) Waylander, 1986)
4. La Quête des héros perdus ((en) Quest for Lost Heroes, 1990)
5. Waylander II : Dans le royaume du loup ((en) Waylander II : In the Realm of the Wolf, 1992)
6. Druss la légende ((en) The First Chronicles of Druss the Legend, 1993)
7. La Légende de Marche-Mort ((en) The Legend of Deathwalker, 1996)
8. Les Guerriers de l’hiver ((en) Winter Warriors, 1997)
9. Waylander III : Le Héros dans l’ombre ((en) Waylander III : Hero in the Shadows, 2000)
10. Loup blanc ((en) White Wolf, 2003)
11. Les Épées de la nuit et du jour ((en) The Swords of Night and Day, 2004)

#### CycleHistoires des Sipstrassi(Stones of Power / Sipstrassi Tales)
- Les Pierres de pouvoir
  1. Le Fantôme du roi ((en) Ghost King, 1988)
  2. La Dernière Épée de pouvoir ((en) Last Sword of Power, 1988)

- Trilogie Jon Shannow
  1. Le Loup dans l'ombre ((en) Wolf in Shadow, 1987)Première édition française en 2002 sous le titre L’Homme de Jérusalem
  2. L’Ultime Sentinelle ((en) The Last Guardian, 1989)
  3. Pierre de sang ((en) Bloodstone, 1994)

- Trilogie grecque : Le Lion de Macédoine (le cycle en version originale se compose de deux volumes)
  1. L'enfant maudit, Gallimard, coll. « Folio SF » no 112, 2000 ((en) Lion of Macedon, 1990)  (ISBN 9782070421220)
  2. La Mort des nations, Gallimard, coll. « Folio SF » no 113, 2000 ((en) Lion of Macedon, 1990)  (ISBN 9782070421268)
  3. Le Prince noir, Gallimard, coll. « Folio SF » no 118, 2000 ((en) The Dark Prince, 1991)  (ISBN 9782070421275)
  4. L'Esprit du chaos, Gallimard, coll. « Folio SF » no 119, 2000 ((en) The Dark Prince, 1991)  (ISBN 9782070421282)

#### CycleLa Reine Faucon(Hawk QueenSeries)
1. Reine des batailles ((en) The Ironhand's Daughter, 1995)
2. Le Faucon éternel ((en) The Hawk Eternal, 1995)

#### CycleRigante(RiganteSeries)
1. L'Épée de l'orage, 2004 ((en) Sword in the Storm, 1998)
2. Le Faucon de minuit, 2005 ((en) The Midnight Falcon, 1999)
3. Le Cœur de corbeau, 2006 ((en) Ravenheart, 2001)
4. Le Cavalier de l'orage, 2007 ((en) Stormrider, 2002)

#### Romans indépendants
1. Renégats ((en) Knights of Dark Renown, 1989)
2. L’Étoile du matin ((en) Morning Star, 1992)
3. Dark Moon ((en) Dark Moon, 1996)
4. L'Écho du grand chant ((en) Echoes of the Great Song, 1997)

### Romans historiques

#### CycleTroie(TroySeries)
1. Le Seigneur de l'arc d'argent, Bragelonne, 2008 ((en) Lord of the Silver Bow, 2005)
2. Le Bouclier du tonnerre, Bragelonne, 2008 ((en) Shield of Thunder, 2006)
3. La Chute des rois, Bragelonne, 2009 ((en) Fall of Kings, 2007)Écrit avec Stella Gemmell.

### Romans indépendants
- Chevalier Blanc, cygne noir, Bragelonne, 2018 ((en) White Knight, Black Swan, 1993)Sous le nom de Ross Harding. Thriller
- Le Masque de la mort, Bragelonne, 2019 ((en) Rhyming Rings, 2017)